# 100 Club

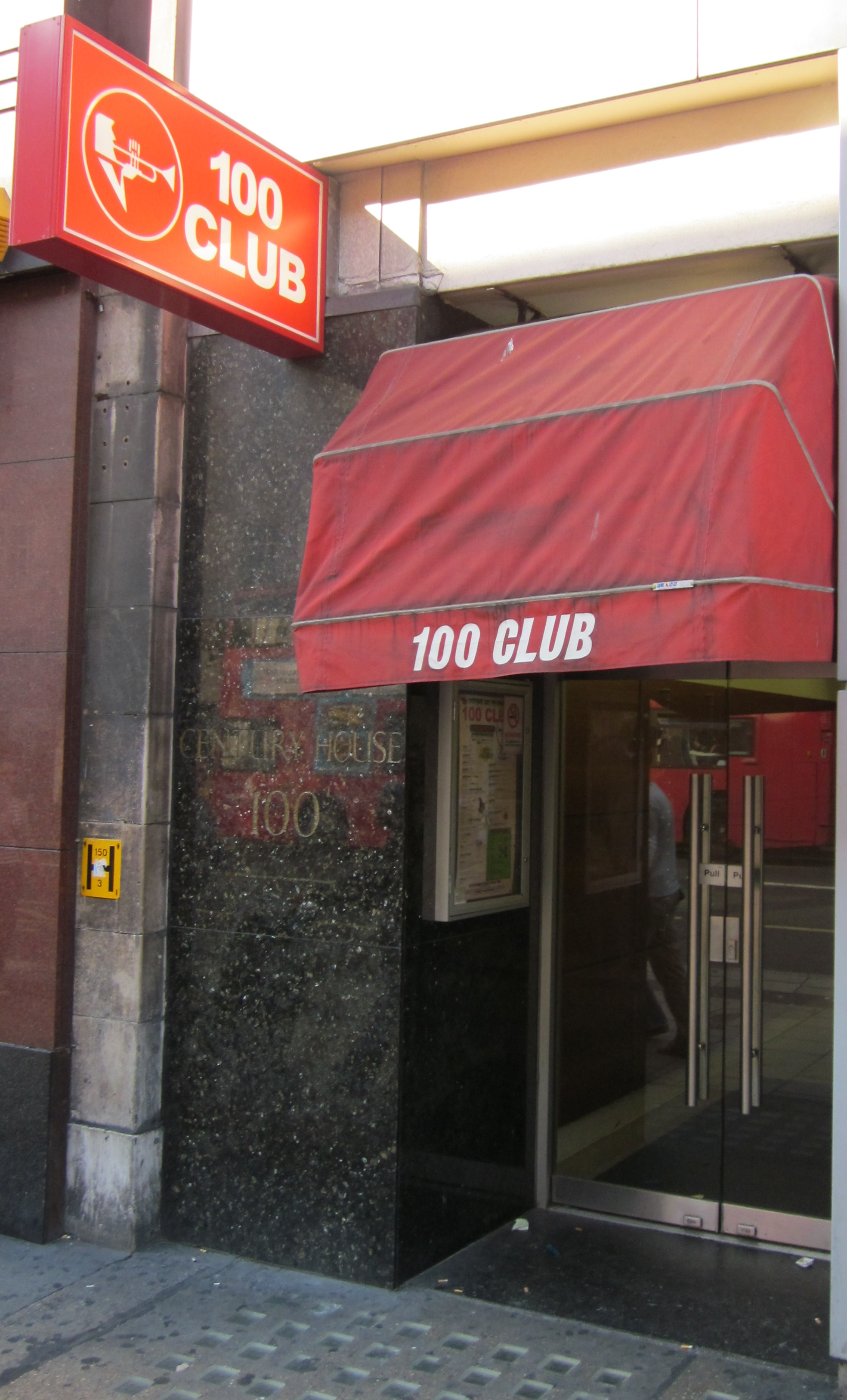
100 Club (Eingang)

100 Club ist ein Veranstaltungsort für Konzerte in der Londoner Oxford Street, benannt nach seiner Hausnummer 100. Der 100 Club ist einer der bekanntesten und ältesten Clubs dieser Art in Großbritannien; seit dem 24. Oktober 1942 wird hier Livemusik gespielt.

## Geschichte
1942 war der Club noch ein Restaurant namens Macks, das der Vater des Jazztrommlers Victor Feldman damals an jedem Sonntagabend mietete, damit sein Sohn regelmäßig öffentlich auftreten konnte. Seine Band wurde später unter dem Namen „Kid Krupa“ bekannt. Noch während des Zweiten Weltkrieges kam es zum einmaligen Auftritt von Glen Miller und einigen Musikern seiner Band; noch 1948 wurde dort im Wesentlichen Swing gespielt.
Im 100 Club traten, insbesondere seit Humphrey Lyttelton Konzerte organisierte, zahlreiche Jazzmusiker aus Großbritannien wie etwa Chris Barber, Cab Kaye oder Alex Welsh auf, aber auch Louis Armstrong mit Band. Zu dieser Zeit wurde das Hauptgewicht auf Traditional Jazz gelegt. In den sechziger Jahren verschob sich der Akzent auf Rhythm & Blues. Musiker wie Muddy Waters, Albert King, Sunnyland Slim, Otis Spann, Jimmy Rushing, Louisiana Red, Bo Diddley oder Freddie King waren nun neben britischem Bluesrock von Alexis Korner, John Mayall oder Steampacket mit Rod Stewart und Julie Driscoll zu hören. Daneben spielten Rockgruppen wie The Who, The Kinks, The Pretty Things und The Spencer Davis Group. Wie in den 1950er Jahren waren aber auch weiterhin traditionelle Bands wie die von Ken Colyer zu hören.

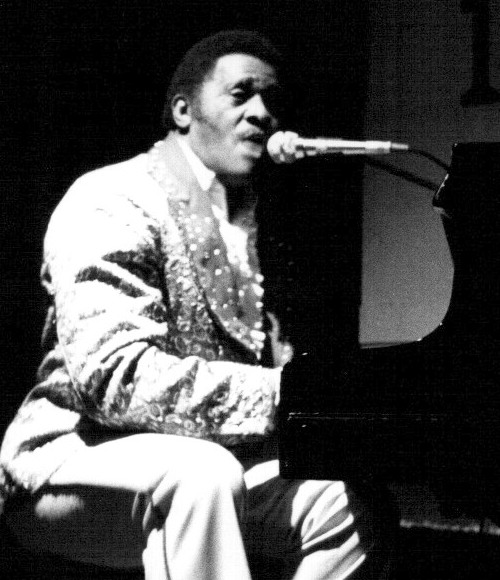
Bluespianist Jimmy McCracklin im 100 Club (1981)

In den frühen 1970ern wurde das Spektrum um modernen Jazz erweitert. Nun traten beispielsweise das Quintett von Alan Skidmore, Harry Millers Isipingo oder Dudu Pukwanas Spear auf, während an anderen Abenden Blues- oder Dixielandkonzerte stattfanden.
Am 20. und 21. September 1976 war der 100 Club Ort des ersten internationalen 100 Club Punk Festivals. Dies Ereignis trug dazu bei, der aufkommenden Punk-Bewegung aus dem Untergrund heraus zu helfen. Unter den Bands, die an diesem Festival teilnahmen, waren die Sex Pistols, Siouxsie and the Banshees, The Clash, Buzzcocks und The Damned. In der Folge wurde der 100 Club regelmäßige Spielstätte für Konzerte von Punkbands wie UK Subs, Discharge oder Crass. Daneben treten aber weiterhin Gruppen aus anderen Genres dort auf. So wurde beispielsweise die Live-Platte von Chris McGregors Blue Notes dort eingespielt. 1982 gaben dort die Rolling Stones ein nicht angekündigtes Konzert.

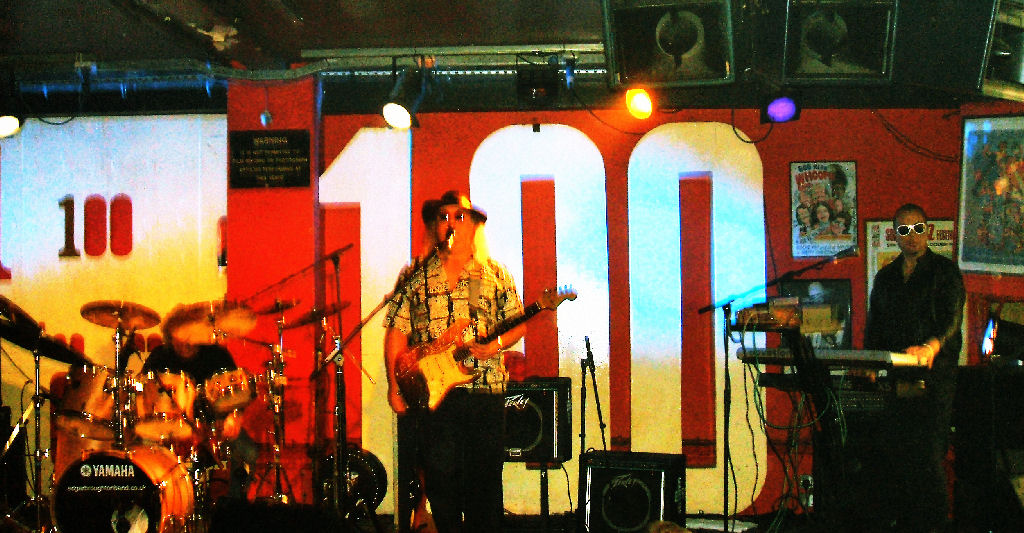
Edgar Broughton im 100 Club (2006)

Der 100 Club existiert auch im neuen Jahrtausend, ist aber nicht mehr einer der Mittelpunkte der Punkszene. Gelegentlich spielen noch „große Namen“ der Rockmusik einen geheimen, nicht angekündigten Gig vor den 350 zugelassenen Zuschauern. Aber auch weniger bekannte Bands aus den Bereichen Jazz, Rhythm & Blues oder Soul haben ihre Auftritte auf der berühmten Bühne. Dort feierte aber auch das Plattenlabel Ogun sein 25-jähriges Jubiläum – unter anderem mit Keith Tippett, Louis Moholo und Maggie Nicols. Am 5. April 2007 gaben T. V. Smith & The Bored Teenagers im Club 100 ein Erinnerungskonzert an die Punkband The Adverts.
Im September 2010 wurde angekündigt, dass der Club aufgrund der um 45 % angestiegenen Mieten trotz meist ausverkaufter Konzerte zum Jahresende schließen würde. Im Dezember 2010 spielte Paul McCartney in einem Benefizkonzert vor 300 Zuhörern im 100 Club, um diesen vor der Schließung zu bewahren.